# Colfoscerilstearat
Colfoscerilstearat (INN), auch 1,2-Distearoyl-sn-glycero-3-phosphocholin, kurz DSPC, ist eine chemische Verbindung aus der Gruppe der Phospholipide (Lecithine), die als pharmazeutischer Hilfsstoff zum Einsatz kommt.

## Eigenschaften
Als Phospholipid setzt DSPC sich aus einem hydrophilen Kopf und zwei hydrophoben Kohlenwasserstoffresten zusammen. Bei neutralem pH-Wert liegt es als Zwitterion vor. DSPC kommt auch natürlich vor.

## Verwendung
DSPC fungiert als Strukturlipid in ein- oder mehrschichtigen vesikulären Partikeln – Lipidnanopartikeln (LNP) und Liposomen – und lässt sich bei der Umhüllung („Verpackung“) und Stabilisierung von medizinisch genutzten Wirkstoffen verwenden. Solche Nanopartikel eignen sich, empfindliche und labile Stoffe wie Oligo- und Polynukleotide vor enzymatischem Abbau zu schützen und membrangängig zu machen, so dass sie an den Zielort gelangen und ihre Wirkung entfalten können. So kommt DSPC in Kombination mit weiteren Lipiden etwa zur Umhüllung der Nukleinsäuren mRNA-1273, Patisiran und Tozinameran zum Einsatz. Auch bei zytostatisch genutzten Arzneistoffen wie Daunorubicin und Irinotecan ist DSPC Bestandteil einer pharmazeutischen nanopartikulären Formulierung, die sich günstig auf die therapeutische Verfügbarkeit auswirkt. Für die Formulierung von Trockenpulverinhalaten und Suspensionsinhalaten ist die Verwendung von DSPC ebenfalls beschrieben.